# Порядок наследования бельгийского престола

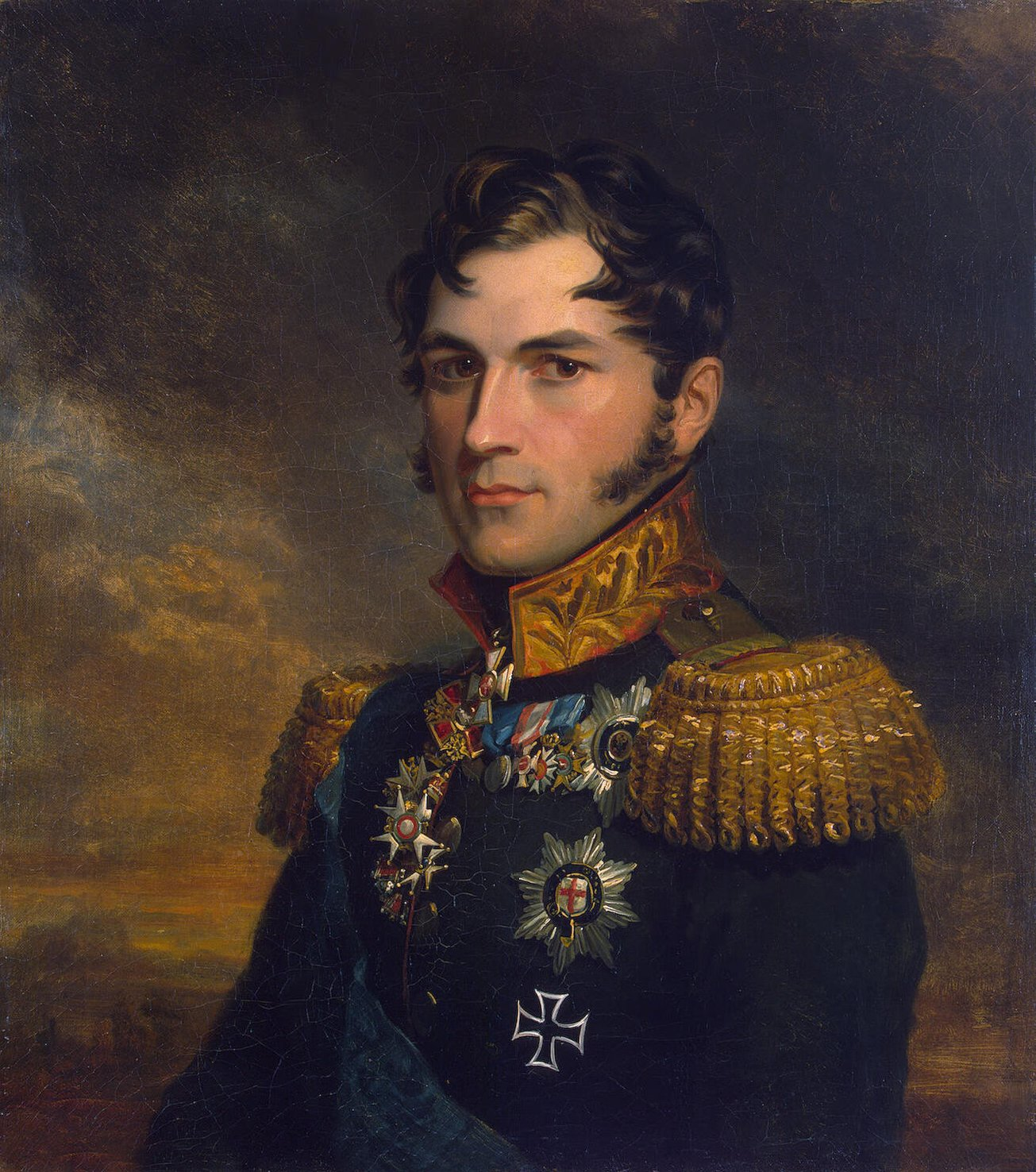
Леопольд I (1790—1865), первый король Бельгии из Саксен-Кобург-Готской династии (1831—1865)

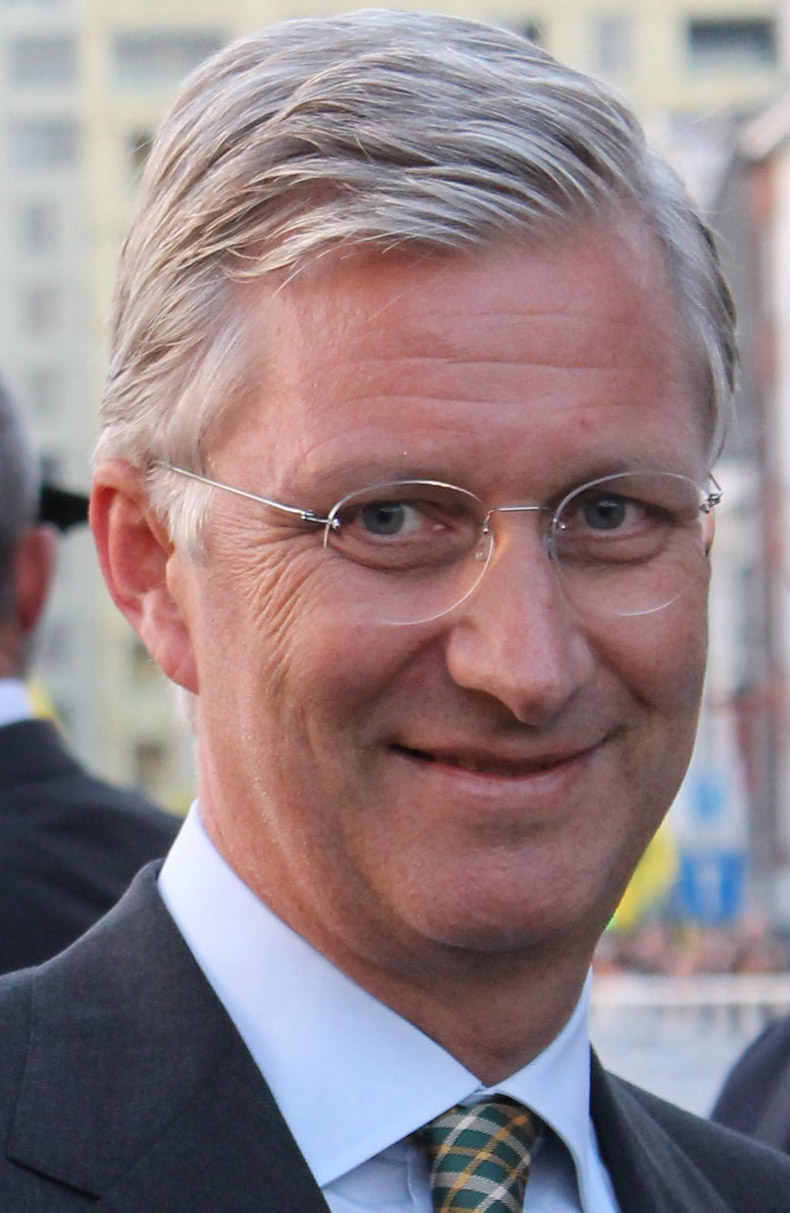
Филипп (род. 1960), 7-й король Бельгии (с 2013 года)

Порядок наследования бельгийского престола — это список лиц, имеющих право на наследование бельгийского королевского престола.

## Преемственность
Начиная с 1991 года, в Бельгии практикуется система абсолютной примогенитуры среди потомков Альберта II (тогда принца Льежского, короля Бельгии в 1993—2013 годах). На престолонаследие могут претендовать только потомки прежних монархов и принцев, которые ведут своё происхождение по мужской линии от короля Леопольда I (в соответствии с мужской линией первородства). Это значит, что потомки всех бельгийских принцесс, кроме дочерей короля Альберта II, лишены прав на престолонаследие.
Член династии лишается прав на наследование престола, если вступает в брак без согласия короля (или согласия лиц, осуществлявших полномочия короля). Потерянное место в списке наследования может быть восстановлено королем (или лицами, осуществляющими полномочия короля) в случае парламентского одобрения. Если не останется потомков бельгийского короля Леопольда I, претендующих на престол, правящий монарх может поставить своего наследника с одобрения парламента, но если монарх не назначит себе наследника, королевский трон, в конечном счете, станет вакантным.
В 1984 году принцесса Астрид (род. 1962), единственная дочь будущего короля Альберта II, вышла замуж за эрцгерцога Лоренца Австрийского-Эсте (род. 1955). В это время в Бельгии ещё действовал Салический закон о мужском первородстве. Поэтому принцесса Астрид не входила в список наследования престола и ей не требовалось разрешение на вступление в брак. После введения абсолютной примогенитуры в 1991 году принцесса Астрид, получившая разрешение на брак, вместе со своими детьми была возвращена в линию наследования бельгийского престола.
В 2014 году принц Амедео Бельгийский (род. 1986), первый внук короля Бельгийцев Альберта II, женился на простой итальянке. Он не получил разрешения на брак от своего дяди, короля Бельгийцев Филиппа, поэтому был исключен из списка наследования престола. Однако 12 ноября 2015 года был опубликован королевский указ, согласно которому согласие короля на брак принца Амедео было дано задним числом.
С 21 июля 2013 года наследницей престола Бельгии является старшая дочь короля Филиппа принцесса Елизавета, герцогиня Брабантская (р. 2001).

## Порядок наследования
- Король Альберт II (род. 1934)
  -  Король Филипп (род. 1960)
    - (1) принцесса Елизавета, герцогиня Брабантская (род. 2001)[4]
    - (2) принц Габриэль (род. 2003)[4]
    - (3) принц Эммануэль (род. 2005)[4]
    - (4) принцесса Элеонора (род. 2008)[4]

  - (5) принцесса Астрид, эрцгерцогиня Австрийская-Эсте (род. 1962)[4]
    - (6) принц Амедео, эрцгерцог Австрийский-Эсте (род. 1986)[4]
      - (7) эрцгерцогиня Анна Астрид Австрийская-Эсте (род. 2016)
      -  (8) эрцгерцог Максимилиан Австрийский-Эсте (род. 2019)
      - (9) эрцгерцогиня Аликс Австрийская-Эсте (род. 2023)

    - (10) принцесса Мария Лаура, эрцгерцогиня Австрйиская-Эсте (род. 1988)[4]
      - (11) Альберт Исви (род. 2025)

    - (12) принц Иоахим, эрцгерцог Австрийский-Эсте (род. 1991)[4]
    - (13) принцесса Луиза Мария, эрцгерцогиня Австрийская-Эсте (род. 1995)[4]
    - (14) принцесса Летиция Мария, эрцгерцогиня Австрийская-Эсте (род. 2003)[4]

  - (15) принц Лоран (род. 1963)[4]
    - (16) принцесса Луиза (род. 2004)[4]
    - (17) принц Николас (род. 2005)[4]
    - (18) принц Эймерик (род. 2005)[4]